# Massimo Camisasca
Massimo Camisasca (Milão, 3 de novembro de 1946) é um bispo católico e escritor italiano, bispo de Reggio Emilia-Guastalla desde 29 de setembro de 2012.

## Biografia
Nasceu em Milão, cidade metropolitana e sede arquiepiscopal, em 3 de novembro de 1946. É filho de Ennio e Mariangela Tufigno; ele tem um irmão gêmeo chamado Franco, autor de literatura italiana para escolas secundárias.

## Formação
Participa da Ação Católica e frequenta o liceu "G. Berchet" onde aos 14 anos conhece o seu professor de Religião Católica, D. Luigi Giussani, o sacerdote, filósofo e teólogo, fundador e inspirador do movimento católico Comunhão e Libertação, tornando-se seu amigo.
Responsável primeiro pela Juventude Estudantil e depois pela Comunhão e Libertação, de 1970 a 1972 foi também presidente diocesano da Ação Católica Juvenil em Milão. Entre no seminário da Comunidade Missionária do Paraíso em Bergamo.

## Ministério sacerdotal
Em 4 de novembro de 1975 foi ordenado sacerdote pelo arcebispo Clemente Gaddi para a diocese de Bérgamo.
Desde 1981, durante muitos meses, apresenta o programa de rádio Parole di vita, que o tornou uma das vozes mais conhecidas das rádios italianas. Em 14 de setembro de 1985, após as palavras do Papa João Paulo II pronunciadas em 1984 pelo trigésimo aniversário da Comunhão e Libertação, ele fundou a "Fraternidade Sacerdotal dos Missionários de São Carlos Borromeu".
É professor de filosofia em escolas secundárias, na Universidade Católica de Milão e na Pontifícia Universidade Lateranense de Roma. De 1993 a 1996 foi vice-presidente do Pontifício Instituto João Paulo II de Estudos sobre o Matrimônio e a Família, com sede em Roma.
Nos primeiros quatro anos da gestão técnica de Arrigo Sacchi, ele foi capelão do A.C. Milan.
Em dezembro de 1990 foi nomeado capelão de Sua Santidade, enquanto em outubro de 1996 foi nomeado prelado de honra de Sua Santidade, títulos que automaticamente levam à nomeação de monsenhor.

## Ministério episcopal
Em 29 de setembro de 2012, o Papa Bento XVI o nomeou bispo de Reggio Emilia-Guastalla; sucede Adriano Caprioli, que renunciou devido aos limites de idade. Recebeu a ordenação episcopal no dia 7 de dezembro seguinte, na basílica de San Giovanni in Laterano, em Roma, do cardeal Carlo Caffarra, dos co-consagradores arcebispo Adriano Bernardini e de Dom Adriano Caprioli. Em 16 de dezembro, ele toma posse canônica da diocese de Reggio Emilia-Guastalla na catedral de Reggio Emilia.
Ele foi a Roma em uma visita ad limina em 4 de fevereiro de 2013.
Em 28 de novembro de 2013, o conselho municipal de Guastalla confere-lhe a cidadania honorária.
Ele publica duas cartas pastorais, O dom do diaconado permanente (2014) e Venha e veja (2016), sobre o tema da vocação.
Em 13 de maio de 2017 consagra a diocese de Reggio Emilia-Guastalla ao Imaculado Coração de Maria.
No dia 4 de abril de 2020, na igreja paroquial de Ciano d'Enza, preside, em caráter estritamente privado, o funeral de seu antecessor à frente da diocese de Reggio Emilia-Guastalla, o bispo Giovanni Paolo Gibertini, O.S.B.
Desde que se tornou bispo, ele ordenou bispo, 12 novos sacerdotes e 40 diáconos permanentes.
Atualmente é membro da Comissão Episcopal para as Migrações da Conferência Episcopal Italiana e da Conferência Episcopal de Emilia-Romagna. 